# 연성물질
연성물질, 연질물질(Soft matter) 또는 연질 응축 물질(soft condensed matter)은 열 변동 크기의 열적 또는 기계적 응력에 의해 변형되거나 구조적으로 변경되는 다양한 물리적 시스템으로 구성된 응집물질물리학의 하위 분야이다. 이들 물질은 실온 열에너지(kT 정도)와 비교할 수 있는 에너지 규모에서 지배적인 물리적 거동이 발생하고 엔트로피가 지배적인 요소로 간주된다는 점에서 중요한 공통 특징을 공유한다. 이러한 온도에서 양자 측면은 일반적으로 중요하지 않다. 연질 재료에는 액체, 콜로이드, 폴리머, 폼, 젤, 입상 재료, 액정, 살 및 다양한 생체 재료가 포함된다. 부드러운 재료가 표면과 원활하게 상호 작용하면 외부 압축력 없이 찌그러진다. "연성물질의 창시자"로 불리는 피에르질 드 젠은 단순한 시스템에서 질서 현상을 연구하기 위해 개발된 방법이 연성체계에서 발견되는 더 복잡한 경우에도 일반화될 수 있음을 발견한 공로로 1991년 노벨 물리학상을 받았다. 특히 액정과 폴리머의 거동에 영향을 미친다.

## 같이 보기
- 생체막
- 생체 재료
- 교질
- 거품
- 젤
- 알갱이
- 액체
- 액정
- 중합체
- 단백질 동역학
- 단백질의 구조
- 계면활성제